# David Hartl
David Hartl (* 20. ledna 1974 Rýmařov) je český křesťanský básník, židovský spisovatel a judaista, také bloger, autor knih Básně zbožné a Sedm bajek židovských.

## Životopis a dílo
Pochází z okresu Bruntál, v současnosti žije v Praze. V dětství byl pokřtěn v římskokatolickém kostele sv. Jiří v Dětřichově nad Bystřicí. Bydlel v několika obcích, ve Velké Štáhli (okres Bruntál), v Břidličné (okres Bruntál), v Dětřichově nad Bystřicí (okres Bruntál) a většinu života v Bruntále, kde navštěvoval 2 základní školy, Petrin, bývalý německý chlapecký seminář a novou základní školu na ulici Cihelní. Další základní školu také v Lomnici u Rýmařova, současný Lomnický Šenk, a to při dokončování 8. ročníku základní povinné školní docházky. 
Po listopadové revoluci v roce 1989 a ukončení studia 1. ročníku na Středním odborném učilišti železničním v České Třebové (4letého maturitního oboru) pomáhal studentům žurnalistiky z Prahy s propagací demokracie a byl s nimi ještě krátkou dobu do začátku roku 1990 sledován Státní bezpečností. Ke konci roku 2000 byl občasným dopisovatelem bruntálského týdeníku Patriot, vedeném šéfredaktorkou Lenkou Daňhelovou. Po roce 2000 zahájil večerní studium Obchodní akademie v Bruntále. Po odstěhování se z Bruntálu bydlel necelý rok v Havířově, později v Praze a poté v Ostravě, kde pracoval jako řidič autobusu městské hromadné dopravy na pracovišti Ostrava-Poruba. Odtud se na základě pracovní nabídky agentury zprostředkující práci v zahraničí odstěhoval do Pittsburghu (Pensylvánie) a odtud do West Virginie do obce Hurricane[nepřesný odkaz]. Po sedmi měsících práce v kině bydlel 3 měsíce v indiánském městě Terre Haute, v Indianě, poté před návratem do vlasti žil týden v New York City.
V Praze napsal svou první knihu básní, Básně o Bohu. Po několika letech knihu Básně zbožné, sbírku křesťanských epických básní, jež získala ocenění Památníku národního písemnictví Řádu premonstrátských řeholních kanovníků na Strahově. V roce 2021 vydavatelství Carter v Praze publikovalo knihu Sedm bajek židovských, pojednávající o Božím milosrdenství k přestupcům Mojžíšova zákona. Sbírku talmudických knih opřených o mišnu krátce po vydání doporučila Masarykova univerzita v Brně k četbě pro studijní obory židovské kultury své Pedagogické fakultě. Rozhodnutím židovských obcí (Federace židovských obcí ČR) byla zařazena do Židovského muzea pod patronací jeho ředitele a spisovatele, PhDr. Leo Pavláta. Poté byla zařazena ke knihovně Univerzity Karlovy v Praze a Ústavu pro českou literaturu Akademie věd ČR. Kniha se stala nedílnou součástí literatury judaismu a je jednou ze dvou významově uznaných sbírek ryzího žánru židovských bajek, v literární historii judaismu. 

### Pozdější vzdělávání
David Hartl získal kvalifikaci sanitáře operačních sálů udělené po zkoušce Fakultní nemocnicí Bulovka, po dalším roce kvalifikaci pracovníka v sociálních službách (pečovatele). Pracoval během péče s klienty s Rettovým a Downovým syndromem a nevidomými v Dětském centru Paprsek na Proseku. Zde usiloval svým ojedinělým přístupem o hluboké duchovní propojení katolické církve s tímto centrem, ve spolupráci s Římskokatolickou farností u kostela sv. Václava na Proseku, kterého dosáhl. V roce 2024 získal kvalifikaci hrobníka během studia u jednoho z nejvýznamnějších českých mistrů pohřebnictví Radka Churaně ze Čkyně u Volyně, při Střední škole technické v Praze 4. Je literárním znalcem judaismu. Jeho dřívější kniha Kolegium byla označena za gnósu, pojednávající o životě Ježíše a sourozenců svatého Lazara, svaté Marty a svaté Marie z Betánie u Jeruzaléma.